# ON THE ROAD 2006-2007 "MY FIRST LOVE IS ROCK'N'ROLL"
ON THE ROAD 2006-2007 "MY FIRST LOVE IS ROCK'N'ROLL"（オン・ザ・ロード2006-2007 マイ・ファースト・ラヴ・イズ・ロックンロール）は、2006年9月15日から2007年11月27日まで開催されていた浜田省吾のコンサートツアーである。

## 概要
ソロデビュー30周年を記念したツアーで、全編ホールツアーである。1年以上をかけて奈良県を除く46都道府県で83公演を行い、チケットはすべてソールドアウト。延べ15万人を動員した。
2005年のアリーナツアー「ON THE ROAD 2005 "MY FIRST LOVE"」の延長線上にあるツアーで、基本的なラインナップは同じである。また、バンドメンバーも前回と変わっていない。
ステージ中盤「路地裏の少年」を歌う際には、デビュー当時の出で立ちで浜田ひとりの弾き語りコーナーが設けられていた。

## バンドメンバー
- 浜田省吾 - Vocal, Guitar & Tambourine
- 町支寛二 - Guitar & Backing vocal
- 長田進 - Guitar
- 美久月千晴 - Bass & Backing vocal
- 小島良喜 - Piano & Backing vocal
- 福田裕彦 - Synthesizer & Backing vocal
- 古村敏比古 - Saxophone, Flute & Backing vocal
- 小田原豊 - Drums

## セットリスト
【参考】2007年6月15日、NHKホール公演のセットリスト
1. A PLACE IN THE SUN
2. 光と影の季節
3. HELLO ROCK & ROLL CITY
4. この夜に乾杯!
5. 旅立ちの朝
6. 君がいるところがMy Sweet Home
7. 花火
8. 片想い
9. 紫陽花のうた
10. 路地裏の少年
11. 生まれたところを遠く離れて
12. 初恋
13. 終りなき疾走
14. 土曜の夜と日曜の朝
15. Thank you
16. I am a father
17. J.BOY
18. 家路

アンコール
1. ラストショー
2. MONEY
3. 君と歩いた道
4. ラストダンス

## 日程
| 日付               | 地区   | 会場                                 |
| ------------------ | ------ | ------------------------------------ |
| 2006 Autumn Tour   |        |                                      |
| 2006年9月15日(金)  | 千葉   | 松戸市文化会館森のホール21           |
| 2006年9月23日(土)  | 新潟   | 新潟県民会館                         |
| 2006年9月24日(日)  | 新潟   | 新潟県民会館                         |
| 2006年9月26日(火)  | 群馬   | 群馬県民会館                         |
| 2006年10月6日(金)  | 山口   | 周南市文化会館                       |
| 2006年10月8日(日)  | 島根   | 島根県民会館                         |
| 2006年10月9日(月)  | 鳥取   | 鳥取県立県民文化会館                 |
| 2006年10月17日(火) | 茨城   | 茨城県立県民文化センター             |
| 2006年10月20日(金) | 和歌山 | 和歌山県民文化会館大ホール           |
| 2006年10月22日(日) | 京都   | 京都会館第一ホール                   |
| 2006年10月23日(月) | 京都   | 京都会館第一ホール                   |
| 2006年10月31日(火) | 福島   | 郡山市民文化センター大ホール         |
| 2006年11月2日(木)  | 岩手   | 岩手県民会館大ホール                 |
| 2006年11月3日(金)  | 岩手   | 岩手県民会館大ホール                 |
| 2006年11月13日(月) | 石川   | 金沢市観光会館                       |
| 2006年11月14日(火) | 石川   | 金沢市観光会館                       |
| 2006年11月16日(木) | 岐阜   | 長良川国際会議場                     |
| 2006年11月23日(木) | 静岡   | 静岡市民文化会館                     |
| 2006年11月24日(金) | 静岡   | 静岡市民文化会館                     |
| 2006年11月26日(日) | 山梨   | 山梨県立県民文化ホール大ホール       |
| 2006年11月27日(月) | 長野   | 長野県松本文化会館                   |
| 2006年12月7日(木)  | 鹿児島 | 鹿児島市民文化ホール                 |
| 2006年12月8日(金)  | 鹿児島 | 鹿児島市民文化ホール                 |
| 2006年12月11日(月) | 沖縄   | 沖縄コンベンションセンター           |
| 2006年12月12日(火) | 沖縄   | 沖縄コンベンションセンター           |
| 2006年12月21日(木) | 香川   | 香川県県民ホールグランドホール       |
| 2006年12月23日(土) | 愛媛   | 愛媛県県民文化会館メインホール       |
| 2006年12月24日(日) | 愛媛   | 愛媛県県民文化会館メインホール       |
| 2007 Spring Tour   |        |                                      |
| 2007年4月3日(火)   | 長野   | 長野県県民文化会館大ホール           |
| 2007年4月4日(水)   | 長野   | 長野県県民文化会館大ホール           |
| 2007年4月6日(金)   | 富山   | 富山オーバードホール                 |
| 2007年4月8日(日)   | 福井   | 福井フェニックスプラザ               |
| 2007年4月17日(火)  | 福岡   | 福岡サンパレス                       |
| 2007年4月18日(水)  | 福岡   | 福岡サンパレス                       |
| 2007年4月21日(土)  | 長崎   | 長崎ブリックホール                   |
| 2007年4月22日(日)  | 長崎   | 長崎ブリックホール                   |
| 2007年4月29日(日)  | 徳島   | アスティ徳島                         |
| 2007年5月1日(火)   | 高知   | 高知県立県民文化ホールオレンジホール |
| 2007年5月3日(木)   | 岡山   | 倉敷市民会館                         |
| 2007年5月4日(金)   | 岡山   | 倉敷市民会館                         |
| 2007年5月12日(土)  | 神奈川 | 神奈川県民ホール大ホール             |
| 2007年5月13日(日)  | 神奈川 | 神奈川県民ホール大ホール             |
| 2007年5月21日(月)  | 大分   | iichikoグランシアタ                  |
| 2007年5月22日(火)  | 大分   | iichikoグランシアタ                  |
| 2007年5月24日(木)  | 宮崎   | 宮崎市民文化ホール                   |
| 2007年6月1日(金)   | 青森   | 青森市文化会館                       |
| 2007年6月3日(日)   | 秋田   | 秋田県民会館                         |
| 2007年6月5日(火)   | 仙台   | 仙台サンプラザホール                 |
| 2007年6月6日(水)   | 仙台   | 仙台サンプラザホール                 |
| 2007年6月15日(金)  | 東京   | NHKホール                            |
| 2007年6月16日(土)  | 東京   | NHKホール                            |
| 2007年6月21日(木)  | 栃木   | 宇都宮市文化会館                     |
| 2007年6月30日(土)  | 大阪   | フェスティバルホール                 |
| 2007年7月1日(日)   | 大阪   | フェスティバルホール                 |
| 2007年7月4日(水)   | 広島   | 広島厚生年金会館                     |
| 2007年7月5日(木)   | 広島   | 広島厚生年金会館                     |
| 2007年7月11日(水)  | 名古屋 | 名古屋国際会議場センチュリーホール   |
| 2007年7月12日(木)  | 名古屋 | 名古屋国際会議場センチュリーホール   |
| 2007年7月19日(木)  | 北海道 | 帯広市民文化ホール                   |
| 2007年7月20日(金)  | 北海道 | 釧路市民文化会館                     |
| 2007年7月22日(日)  | 北海道 | 旭川市民文化会館                     |
| 2007年7月24日(火)  | 北海道 | 北海道厚生年金会館                   |
| 2007年7月25日(水)  | 北海道 | 北海道厚生年金会館                   |
| 2007 Autumn Tour   |        |                                      |
| 2007年9月19日(水)  | 兵庫   | 神戸国際会館こくさいホール           |
| 2007年9月20日(木)  | 兵庫   | 神戸国際会館こくさいホール           |
| 2007年9月25日(火)  | 名古屋 | 名古屋国際会議場センチュリーホール   |
| 2007年9月26日(水)  | 名古屋 | 名古屋国際会議場センチュリーホール   |
| 2007年10月3日(水)  | 東京   | NHKホール                            |
| 2007年10月4日(木)  | 東京   | NHKホール                            |
| 2007年10月10日(水) | 佐賀   | 佐賀市文化会館                       |
| 2007年10月11日(木) | 熊本   | 熊本市民会館                         |
| 2007年10月17日(水) | 三重   | 三重県文化会館                       |
| 2007年10月18日(木) | 滋賀   | びわ湖ホール                         |
| 2007年10月24日(水) | 大阪   | フェスティバルホール                 |
| 2007年10月25日(木) | 大阪   | フェスティバルホール                 |
| 2007年10月31日(水) | 埼玉   | 大宮ソニックシティ                   |
| 2007年11月4日(日)  | 神奈川 | 横須賀芸術劇場                       |
| 2007年11月7日(水)  | 千葉   | 千葉県文化会館                       |
| 2007年11月12日(月) | 広島   | 広島厚生年金会館                     |
| 2007年11月13日(火) | 広島   | 広島厚生年金会館                     |
| 2007年11月19日(月) | 福岡   | 福岡サンパレス                       |
| 2007年11月20日(火) | 福岡   | 福岡サンパレス                       |
| 2007年11月27日(火) | 山形   | 酒田市民会館                         |

## 映像作品
ツアー終了翌年の2008年4月2日に、『ON THE ROAD 2005-2007 "My First Love"』が発売された。前年のコンサートツアーと、当コンサートツアーをひとつに合わせた作品となっている。
通常盤はDVD2枚組、初回限定盤はDVD2枚組にボーナスディスク1枚が付属したボックス仕様となる。